# Tuindorp Buiksloot
Tuindorp Buiksloot è un quartiere nello stadsdeel di Amsterdam-Noord, nella città di Amsterdam.
Questo quartiere fu costruito tra il 1930 e il 1932 nel territorio del comune di Buiksloot per risolvere il problema della carenza di alloggi nella capitale olandese negli anni '30.